# Ophioderma intermedium
Ophioderma intermedium là một loài dương xỉ trong họ Ophioglossaceae. Loài này được Nishida mô tả khoa học đầu tiên năm 1959.
Danh pháp khoa học của loài này chưa được làm sáng tỏ. 